# Ferdinand Wüstenfeld
Heinrich Ferdinand Wüstenfeld, född 31 juli 1808 i Hann. Münden, död 8 februari 1899 i Hannover, var en tysk arabist. 
Wüstenfeld studerade vid universiteten i Göttingen och Berlin teologi och orientaliska språk, blev privatdocent i Göttingen 1832, universitetsbibliotekarie 1838 och extra ordinarie professor 1842 samt var ordinarie professor där 1856–89. 

## Arbete
Wüstenfeld utgav en mängd viktiga arabiska verk. Dit hör "Navavi, Liber concinnitatis nominum" (1832), "Dahabi, Liber classium virorum qui Korani et traditionum cognitione excelluerunt" (1833–34), "Ibn Challikani Vitæ illustrium virorum" (faskikel  1-13 jämte tillägg 1835–50), "Navavi, Biographical Dictionary of Illustrious Men" (fyra band, 1842–47), "Macrizi's Geschichte der Kopten" (1845), "el-Cazwîni's Kosmographie" (två band, 1848–49). "Ibn Coteiba's Handbuch der Geschichte" (1850), "Ibn Doreid's genealogisch-etymologisches Handbuch" (1854, anastatiskt nytryck 1900), "Das Leben Muhammed's nach Muh. Ibn Ishâk bearbeitet von Abd el-malik Ibn Hischâm" (tre delar, 1858–60, anastatiskt nytryck med kapitelregister 1900), "Die Chroniken der Stadt Mekka" (I-IV, 1857–61), "Jacut's Geographisches Wörterbuch" (sex band, 1866–73), "Das geographische Wörterbuch des Abu 'Obeid  'Abdallah ben 'Abd el-'Azîz el-Bekri" (två band, 1876–77). 
Dessutom utgav Wüstenfeld själv flera på orientaliska källor vilande bearbetningar av arabisk historia och geografi, bland vilka märks Die Academien der Araber und ihre Lehrer (1837), Geschichte der arabischen Ärzte und Naturforscher (1840), Genealogische Tabellen der arabischen Stämme und Familien (1852; register 1853; anastatiskt nytryck 1899), Vergleichungstabellen der muhammedanischen und christlichen Zeitrechnung (1854, anastatiskt nytryck 1903, fortsatt av Eduard Mahler 1887), Geschichte der Stadt Medina (1860), Die Statthalter von Ägypten (1875-76), Das Heerwesen der Muhammedaner (1880), Geschichte der Fatimi-den-chalifen (1881), Die Geschichtsschreiber der Araber (1882), Die Çufiten in Südarabien im XI. (XVII.) Jahrhundert (1883), Jemen im XI. Jahrhundert (1884), Der Imâm el-Schâf'í, seine Schüler und Anhänger (tre delar, 1889–91), Geschichte der Türken, mit besonderer Berücksichtigung des vermeintlichen Anrechts derselben auf den Besitz von Griechenland (1899). Därjämte skrev han en mängd avhandlingar i "Göttingische gelehrte Anzeigen", "Zeitschrift der Deutschen Morgenländischen Gesellschaft" och "Zeitschrift für Vergleichende Erdkunde".